# Colique
Pour le syndrome spécifiquement équin, voir Coliques (équidés).
Cet article possède des paronymes, voir Colite et Koliq.

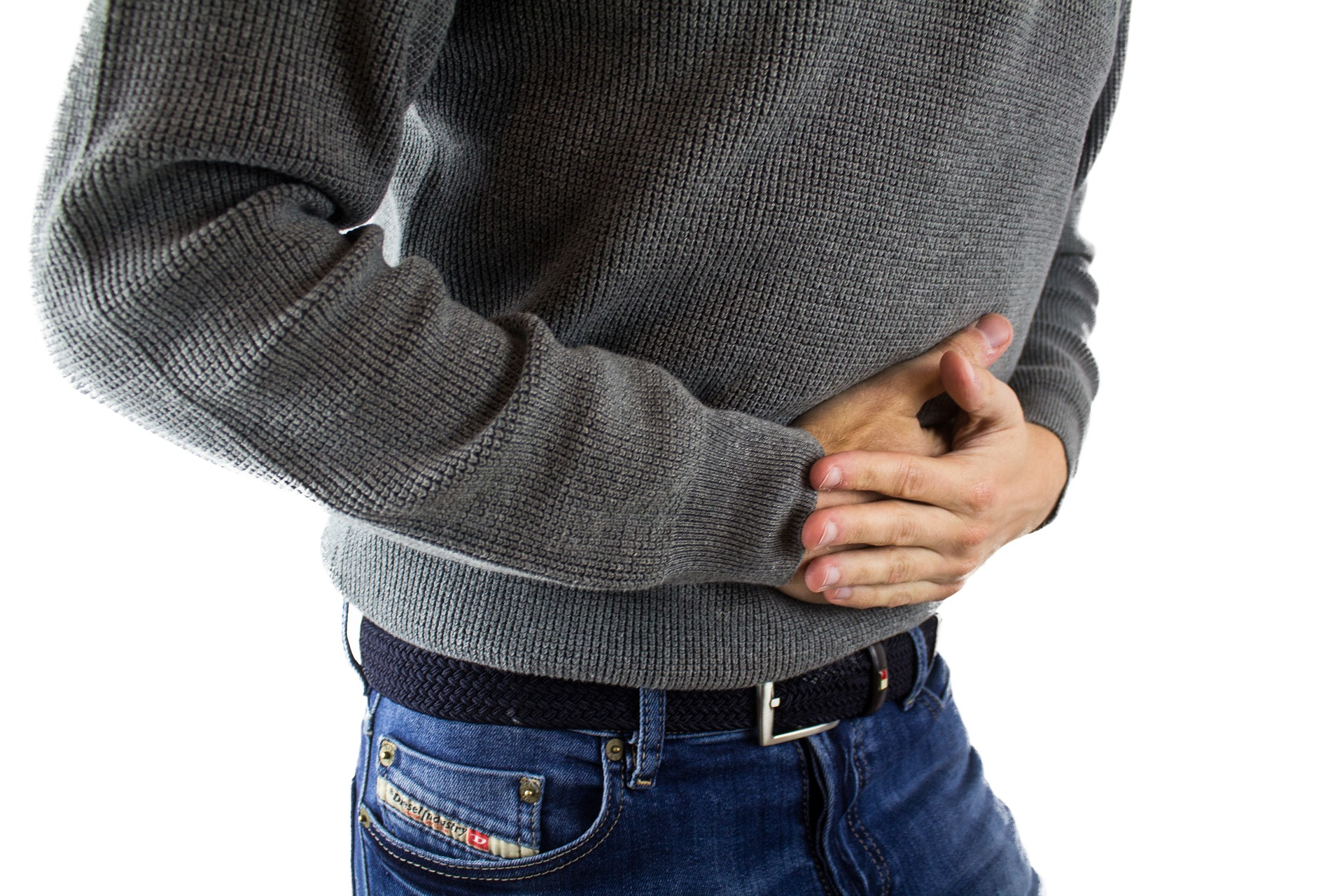
Douleur abdominale causée par une colique

La colique est une affection de la cavité abdominale. Toutefois, dans la langue courante, le terme « colique » est souvent employé comme synonyme de « diarrhée », pour la simple raison que cette dernière maladie se caractérise par des douleurs intestinales couplées à l'évacuation de selles liquides.
D'une façon générale, le concept de colique recouvre un ensemble d'affections très courant, énumérées ci-après :
- colique hépatique ou biliaire ;
- colique vésiculaire ;
- colique néphrétique ;
- colique de diarrhée ;
- colique salivaire ;
- colique de plomb (ou colique végétale, ou colique de Madrid) ;
- colique du nourrisson ;
- colique des équidés.

Il existe aussi un barotraumatisme, dit « accident de décompression » mineur, appelé vulgairement « colique du plongeur », relatif au besoin pressant d’évacuer le contenu des intestins quand les gaz produits par la fermentation de ce dernier lors d’une plongée tendent à prendre du volume à la remontée.
La colique est une affection relativement courante, puisqu'elle est responsable d'une consultation médicale sur quatre[réf. nécessaire].
Le Père la Colique est un jouet du XXe siècle qui simule des selles noirâtres.